# Epicompsa xanthocrossa
Epicompsa xanthocrossa là một loài bướm đêm trong họ Geometridae.